# Лебединцы (Черниговская область)
Лебединцы (укр. Лебединці) — село в Сребнянском районе Черниговской области Украины. Население 366 человек. Занимает площадь 1,156 км².
Код КОАТУУ: 7425185002. Почтовый индекс: 17342. Телефонный код: +380 4639.

## Власть
Орган местного самоуправления — Карпиловский сельский совет. Почтовый адрес: 17341, Черниговская обл., Сребнянский р-н, с. Карпиловка, ул. Мира, 43.